# بابا غاي
بابا غاي (بالفرنسية: Papa Gueye)‏ (7 يونيو 1984 السنغال - ) هو لاعب كرة قدم سنغالي.

## وصلات خارجية
بابا غاي على موقع الاتحاد الدولي (مؤرشف)  (الإنجليزية)
- بابا غاي على موقع اتحاد أوكرانيا (الإنجليزية)
- بابا غاي على موقع قاعدة بيانات كرة القدم.إي يو (الإنجليزية)
- بابا غاي على موقع ناشيونال فوتبول تيمز (الإنجليزية)
- بابا غاي على موقع Soccerway.com (الإنجليزية)
- بابا غاي على موقع عالم كرة القدم.نت (الإنجليزية)
- بابا غاي على موقع أوليمبيديا (الإنجليزية)
- بابا غاي على موقع AS.com (الإسبانية)